# Cymbilaimus lineatus
L'averla formichiera lineata (Cymbilaimus lineatus (Leach, 1814)) è un uccello passeriforme appartenente alla famiglia Thamnophilidae.

## Distribuzione e habitat
Bolivia, Brasile, Colombia, Costa Rica, Ecuador, Guiana francese, Guyana, Honduras, Nicaragua, Panama, Perù, Suriname, Venezuela.